# Jemen világörökségi helyszínei
Jemen területéről eddig öt helyszín került fel a világörökségi listára, kilenc helyszín a javaslati listán várakozik a felvételre.
| | Sibám városfallal körülvett óvárosa |
| 1982 |                                     |
| A veszélyeztetett világörökségi helyszínek listájára került: 2015 |                                     |
| Kulturális (III)(IV)(V) |                                     |
| Hivatkozás: 192 |                                     |
| A sziklás fennsíkon elhelyezkedő település pontos korát eddig még nem tudták megállapítani. A város egy kis dombra épült, így megmenekült az időnkénti pusztító árvizektől. Néhány építménye az iszlám első századaira datálható, mint például a 904-ben emelt Péntek-mecset. A várat 1220 körül emelték, a többi épület túlnyomó többsége viszont a 16. században épült. A majdnem szabályos téglalap alakú óvárost egy körülbelül 400 x 500 méteres agyagfal veszi körül, a körbezárt területen megközelítőleg 500 ősi lakóház áll. A teljesen egységes kinézetű házak rácsos szerkezetben kerültek elrendezésre, némelyikük közel 30 méter magas. A legmagasabb házak nyolc emeletesek, a többi átlagosan ötszintes. Építésükhöz égetés nélküli agyagtömböket használtak fel. Az egymáshoz közelálló épületek homlokzatának felső részét fehér festékkel díszítették amelybe az állagmegóvás érdekében kötőanyagokat kevertek, de ennek ellenére a felső szinteket így is átlag tízévente fel kell újítani. Az országban uralkodó háborús állapotok miatt a helyszín felkerült a Veszélyeztetett világörökségi helyszínek listájára. |                                     |

| | Szanaa óvárosa |
| 1986 |                |
| A veszélyeztetett világörökségi helyszínek listájára került: 2015 |                |
| Kulturális (IV)(V)(VI) |                |
| Hivatkozás: 385 |                |
| Egy 2200 méter magasan elterülő völgyben fekvő Szanaa egykor a tömjénút egyik legszebb állomása volt. A megközelítőleg 2500 éve lakott település 1962 óta Jemen fővárosa. Az i. e. 2. században a jemenita királyság egyik előretolt bástyája volt és tevékenyen részt vett az Arab-félsziget politika életében. Jemen 628-ban áttért az iszlámra, és a hagyomány szerint Mohamed próféta személyesen adott utasítást a város első mecsetének felépítésére. A 7. és a 8. században Szanaa volt az iszlám vallás terjesztésének egyik fő központja. Ennek következtében a városban 103 mecsetet, 14 törökfürdőt és csaknem 6000 házat építettek, ezeknek kora elérheti az 1000 évet. A házak toronyszerű épületek, az alsó emeletek kőből, felsőbb szintjeik kiégetetlen agyagtéglából épültek. A házak ajtaját és ablakait fehér festékkel emelték ki, ezen kívül a falakat horizontális stukkófrízekkel díszítették. A városközpont jellegzetes motívumai a házak virág-, vagy geometrikus stukkókkal keretezett félkör alakú padlásablakai. A település a 16. században oszmán fennhatóság alá került, ekkor egymást követő rekonstrukciók kezdődtek, amelyek azonban mindig figyelembe vették az eredeti városképet. Az országban uralkodó háborús állapotok miatt a helyszín felkerült a Veszélyeztetett világörökségi helyszínek listájára. |                |

| | Zabíd történelmi városrésze |
| 1993 |                             |
| A veszélyeztetett világörökségi helyszínek listájára került: 2000 |                             |
| Kulturális (II)(IV)(VI) |                             |
| Hivatkozás: 611 |                             |
| Zabíd, Jemen középkori fővárosa egyetemének köszönhetően a 13. és a 15. század között az arab és muzulmán világ egyik szellemi központja volt. Különleges alaprajza, lakóházainak és katonai építményeinek egyedülálló építészeti stílusa miatt fontos régészeti és történelmi emlékhelynek számít. Utcái és időnként az egy méternél is keskenyebb sikátorai labirintusszerűen helyezkednek el, ezt időnként kisebb terek, valamint a Bab el-Naszr citadella előtt egy nagyobb nyitott terület tagolják. A települést korábban hatalmas fal védte, a körülzárt területen a lakóházak mellett közel száz mecsetet emeltek. A város szellemi központjában, a Medinában az al-Iszkadarijah-mecset közelében számos Korán-iskola helyezkedik el. A lakóházak legfontosabb eleme egy négyszögletes helyiség ami egy kisebb udvarra nyílik. A homlokzatokat és az ajtókereteket stukkókkal díszítették, ezek élénk színű, részletgazdag, drapéria-jellegű díszítőelemek. A település fontosabb épületei közé tartozik a Nagymecset és az Aszair-mecset. A városban forgatták 1974-ben Pier Paolo Pasolini „Az Ezeregyéjszaka virágai” című filmjét. Az épületek leromlott állapota miatt a helyszín a jemeni kormány kérésére felkerült a Veszélyeztetett világörökségi helyszínek listájára. |                             |

| | Szokotra-sziget |
| 2008 |                 |
| Természeti (X) |                 |
| Védett terület: 410 460 ha, puffer zóna: 1 740 958 ha, hivatkozás: 1263 |                 |
| Az Afrika szarvának folytatásában fekvő Szokotra-szigetcsoport világviszonylatban is jelentős növény- és állatvilága miatt nevezetes. Az Ádeni-öböl bejáratánál fekszik, stratégiailag fontos helyen. Geológiailag Afrika szarvához tartozik de már legalább 15 millió éve nincs vele szárazföldi kapcsolatban, így egyedülálló növény- és állatvilág alakulhatott ki rajta. Az egyik legnagyobb fajgazdagsággal rendelkező szigetcsoport a világon, az itt élő állatok és növények túlnyomó többsége endemikus faj. Figyelemre méltó, hogy a területen nem élnek emlősök. A szigetek területének körülbelül háromnegyede védett. A 250 kilométer hosszú szigetcsoport négy fő szigete Szokotra, Adb el-Kuri, Szamha és Darsza. A szigeteken megtalálható alapanyagok (például a tömjénkészítéshez szükséges mirha és aloé, valamint a szigeteken őshonos szokotrai sárkányfa gyantája) miatt már az egyiptomi fáraókorban is a hajósok egyik fontos célállomása volt. Az európaiak egészen a 19. század végéig nem fordítottak rá figyelmet, élővilágának kutatására is csak a 20. század végétől kerülhetett sor, amikor az ország az 1990-es években politikailag nyitottabbá vált. |                 |

| | Sába királyságának emlékei, Marab |
| 2023 |                                   |
| A veszélyeztetett világörökségi helyszínek listájára került: 2023 |                                   |
| Kulturális (III)(IV) |                                   |
| Védett terület: 375,29 ha, puffer zóna: 25 967,6 ha, hivatkozás: 1700 |                                   |
| Sába királyságának emlékei a dél-arábiai térség történelmének i. e. 1. évezrede és az iszlám i. sz. 630 körüli megérkezése közötti időszakból származnak. Ezalatt jemeni királyságok szerveződtek a száraz és kedvezőtlen életfeltételeket kínáló területen, amelyek az Arábiát a mediterrán térséggel összekötő Tömjénút közelsége miatt a virágkorukat élték az i. e. 8. század és az i. sz. 3. század között. A helyszín hét régészeti lelőhelyből áll, a királyság gazdasági ereje a két város, a templomok és a kiterjedt öntözőrendszerek maradványai alapján nyilvánvaló. A királyság adminisztratív, kulturális és gazdasági központja a fallal körülvett Marab volt, míg a kutatók egy tőle negyven kilométerre fekvő másik települést katonai központként azonosítottak. Öntözőrendszereik felépítése magas technikai tudásról tanúskodik, segítségükkel oázisokat hoztak létre a sivatagi környezetben. A műemlékegyüttes rendkívül sérülékeny, az országban uralkodó háborús állapotok miatt a világörökségi listára kerüléssel egy időben a veszélyeztetett világörökségi helyszínek listájára is felkerült. |                                   |

## Javasolt helyszínek
| Név                           | Kép | Típus      | Kritérium  | Év   | Hiv. |
| ----------------------------- | --- | ---------- | ---------- | ---- | ---- |
| Balhaf/Burum partvidék        |     | vegyes     | -          | 2002 |      |
| Szaada történelmi városa      |     | kulturális | I, IV, V   | 2002 |      |
| Dzsabal Bura                  |     | vegyes     | -          | 2002 |      |
| Dzsabal Haraz                 |     | vegyes     | -          | 2002 |      |
| Dzsibla és környéke           |     | kulturális | I, IV, V   | 2002 |      |
| Sarma-Dzsetmun partvidék      |     | természeti | -          | 2002 |      |
| A Hawf terület                |     | természeti | VII, X     | 2002 |      |
| Thula történelmi városa       |     | kulturális | I, III, IV | 2002 |      |
| A radai al-Amirija medreszéje |     | kulturális | I, IV      | 2002 |      |